# Impasse Catelin
L' impasse Catelin est une impasse du quartier d'Ainay située sur la presqu'île dans le 2e arrondissement de Lyon, en France.

## Situation et accès
L'impasse commence rue Sainte-Hélène et se termine rue de l'Abbaye-d'Ainay avec une jonction entre les deux voies uniquement accessible pour les piétons et les vélos. Il y a un stationnement d'un seul côté.

## Origine du nom
Jean Claude Catelin (1784-1844)est un architecte qui fut propriétaire d'une maison dans l'impasse.

## Histoire
Au no 4, atelier et maison du peintre Germain Détanger (1846-1902).
Au no 5, la milice française y possédait ses bureaux dans un local réquisitionné du lycée Ampère (aujourd'hui collège Jean Monnet). En 1944, en représailles de l'assassinat de Philippe Henriot par la résistance, la milice qui est sous la responsabilité de Paul Touvier, y amène sept juifs qui passent la nuit du 29 juin 1944 dans le local avant d'être exécutés au cimetière de Rillieux,.
En 2022, la rue est réaménagée en une zone de rencontre pavée et végétalisée. 